# 유수프 아브두살로모프
유수프 라시도비치 아브두살로모프(타지크어: Юсу́п Раши́дович Абдусаломов, 1977년 11월 8일~)는 타지키스탄의 레슬링 선수, 지도자이다. 2008년 하계 올림픽 자유형 라이트헤비급에서 은메달을 획득하여 타지키스탄 선수로는 최초로 올림픽 은메달리스트가 되었다. 